# Błonka okrągławozarodnikowa

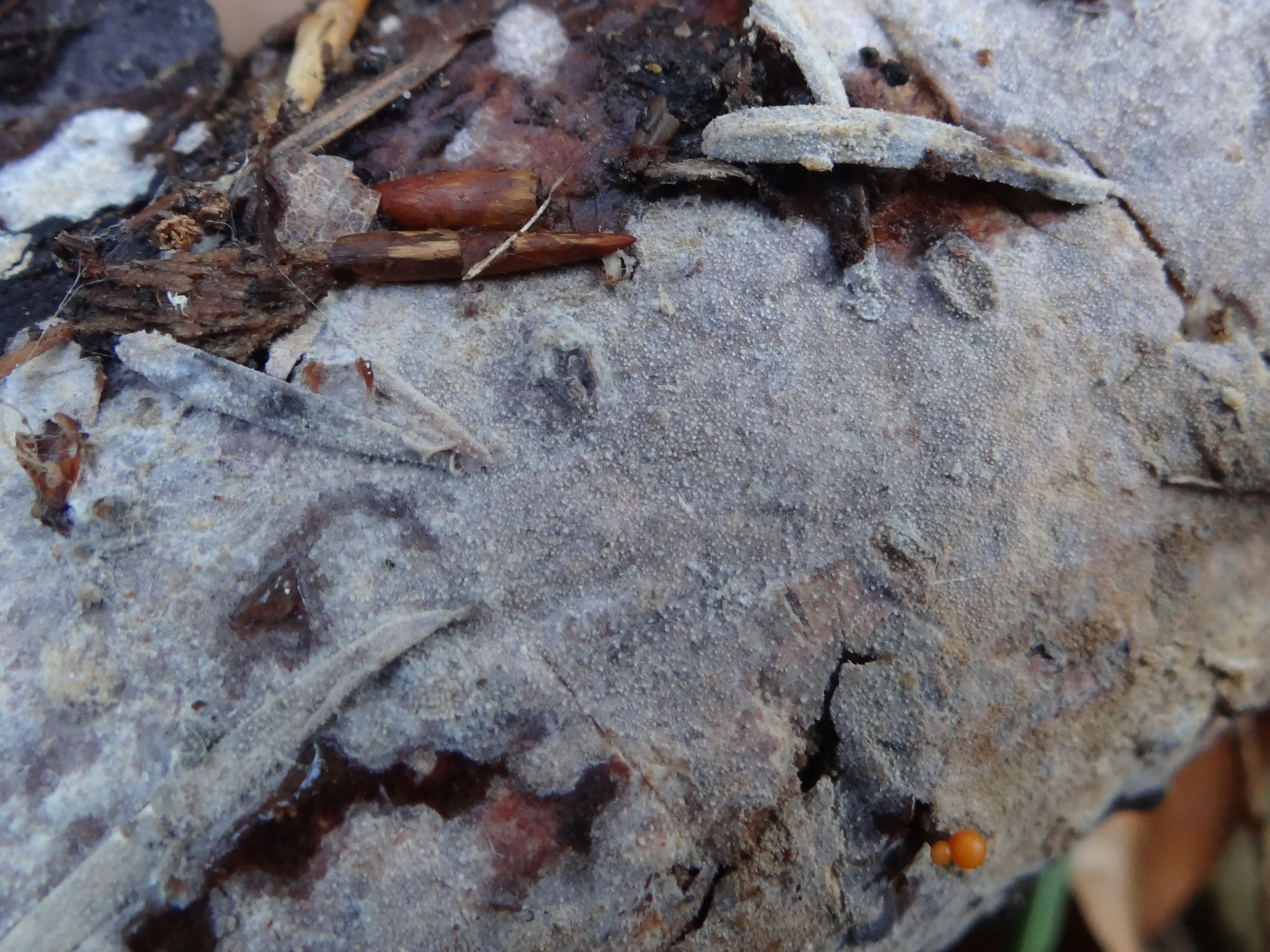

Błonka okrągławozarodnikowa (Athelia neuhoffii (Bres.) Donk) – gatunek grzybów z rodziny błonkowatych (Atheliaceae).

## Systematyka i nazewnictwo
Pozycja w klasyfikacji według Index Fungorum: Athelia, Atheliaceae, Atheliales, Agaricomycetidae, Agaricomycetes, Agaricomycotina, Basidiomycota, Fungi.
Takson ten w 1923 roku opisał Giacopo Bresàdola nadając mu nazwę Corticium neuhoffii. Obecną, uznaną przez Index Fungorum nazwę nadał mu Marinus Anton Donk w 1957 r.
Nazwę polską zaproponował Władysław Wojewoda w 2003 r.

## Morfologia
Owocnik
Na podłożu tworzy cienką błonkę o barwie od białawej do jasnokremowej. Młode i świeże owocniki są nieco merudioidalne, potem gładkie. Subikulum luźno leżące na podłożu, wyraźne, ale niezbyt gęste, białawe, na obrzeżach przerzedzone, z luźnymi strzępkami. Od podłoża daje się łatwo oderwać.
Cechy mikroskopowe
System strzępkowy monomityczny. Strzępki w przybliżeniu jednolitej średnicy, 4–6 µm, w subhymenium cienkościenne (ok. 0,2 µm), u podstawy nieco grubościenne (0,3–0,5 µm). Rozgałęziają się przeważnie pod kątem prostym. Anastomozy, zwłaszcza u podstawy, są stosunkowo powszechne. Sprzążki duże, z otworem, obecne w hymenium na prawie wszystkich przegrodach, ale rzadziej w okolicy podstawy. Strzępki główne również ze sprzążkami. Kryształy, jeśli występują, mają zwykle kształt krótkich prętów.
Podstawki o kształcie od szeroko cylindrycznego do szeroko maczugowatego, czasami również z długimi, maczugowatymi szypułkami (ale wtedy głównie na krawędzi owocnika), 20–25 × 7,5–9 µm. Sterygmy zwykle cztery, rzadko dwie, szerokie, lekko zakrzywione do wewnątrz, około 3–5,5 × 1–2 µm. Zarodniki kuliste lub elipsoidalne (częściej), z wyraźnym wierzchołkiem, szkliste, nieamyloidalne, cienkie do nieco grubościennych (0,2–0,3 µm), 6,5–8,5 (10) × 4,5–5,5 (7) µm, gładkościenne.

## Występowanie i siedlisko
Znane jest występowanie błonki okrągławozarodnikowej w Ameryce Północnej (w USA i Kanadzie) i w Europie. W Polsce W. Wojewoda w 2003 r. przytacza dwa jej stanowiska z uwagą, że rozprzestrzenienie tego gatunku i stopień jego zagrożenia nie są znane. Według źródeł zagranicznych jest gatunkiem pospolitym, w Europie Północnej jest jednym z najczęściej występujących gatunków rodzaju Athelia
Nadrzewny grzyb saprotroficzny. Występuje przez cały rok, ale najczęściej spotyka się go w wilgotnych i łagodnych okresach zimą i wczesną wiosną, ponieważ owocniki giną w suchych okresach lata. W Polsce notowano jego występowanie na drewnie sosny pospolitej, w innych krajach na drewnie jodeł, świerków, brzozy, olszy szarej, kasztana jadalnego, buka zwyczajnego i wielkolistnego, chmilograbu wirginijskiego, topoli osiki, dębów, wierzb, a także na oczarze, liściach dębu i owocnikach Fomitopsis annosus i wrośniaka różnobarwnego Trametes versicolor.

## Gatunki podobne
Błonkę okrągławozarodnikową można zidentyfikować po zaokrąglonych zarodnikach i strzępkach ze sprzążkami. Strzępki i bazydiole są dikariotyczne, zarodniki jednojądrowe.